# ロレンツォ・ガエタノ・ザヴァテッリ
ロレンツォ・ガエタノ・ザヴァテッリ（Lorenzo Gaetano Zavateri, 1690年9月8日 - 1764年）は、イタリアの作曲家・ヴァイオリニスト。

## 生涯
ボローニャ出身。ジュゼッペ・トレッリにヴァイオリンを学んだ。欧州全域の宮廷から宮廷へ移動したイタリア人音楽家の一人である。ヴァイオリニストとして宮廷や教会で過ごした後、1725年より故郷のボローニャに定住した。1717年にはアカデミア・フィラルモニカの名簿に名前が見られ、サン・ペトロニオ・カペラ・ムジカーレの記録にもヴァイオリニスト・ヴィオリストとしてしばしば登場する。
作風は同時代のアントニオ・ヴィヴァルディやゲオルク・フリードリヒ・ヘンデルのスタイルに類似している。

## 作品
- 12の教会ソナタ風室内協奏曲集 Op.1
- 12のディヴェルティメント Op.2